# HMS Vanquisher (D54)
«Ванквішер» (D54) (англ. HMS Vanquisher (D54) — військовий корабель, ескадрений міноносець «Адміралті» типу «V» Королівського військово-морського флоту Великої Британії за часів Першої та Другої світових війн.
«Ванквішер» був закладений 27 вересня 1916 року на верфі компанії John Brown & Company у Клайдбанку. 18 серпня 1917 року він був спущений на воду, а 2 жовтня 1917 року увійшов до складу Королівських ВМС Великої Британії.
Корабель брав участь у бойових діях на морі в Першій та Другій світових війнах, а також залучався разом з іншими британськими кораблями до бойових дій в акваторії Балтійського моря, захищаючи незалежність Балтійських країн від більшовиків під час громадянської війни в колишній Російській імперії. У роки Другої світової переважно бився в Атлантиці. За проявлену мужність та стійкість у боях бойовий корабель заохочений чотирма бойовими відзнаками. 10 квітня 1945 року есмінець «Ванквішер» у взаємодії з корветом «Тінтагел Касл» потопив німецький підводний човен U-878.

## Історія служби

### Перша світова війна
Після введення до строю есмінець увійшов до складу Великого флоту. 17 листопада 1917 року «Ванквішер» брав участь у другій битві за Гельголанд. У бойовому зіткненні, коли британці намагалися перехопити німецькі сили розмінування, які розчищали британські мінні поля у Північному морі діяв разом з двома лінійними крейсерами типу «Корейджес» 1-ї крейсерської ескадри та 1-ї легкої крейсерської ескадри. Чотири німецькі крейсери під командуванням адмірала фон Ройтера, вміло використовуючи димові завіси, прикривали тральщики і повели за собою британські кораблі. Гонитва за німецькими крейсерами тривала до тих пір, поки британські кораблі не опинилися під вогнем німецьких лінкорів «Кайзер» і «Кайзерин». У наслідок бою кілька німецьких і британських кораблів отримали незначні пошкодження.

### Міжвоєнний час
31 серпня 1921 року «Ванквішер» приєднався до легких крейсерів «Каледон», «Кастор», «Корделіа» та «Кюрасоа» й есмінців «Вектіс», «Венеція», «Віцерой», «Вайолент», «Віконт», «Вінчелсі» та «Волфхаунд» у морському поході по Балтійському морю. Британські кораблі пройшли Північне море, канал Кайзера Вільгельма, й увійшли до Балтики, потім відвідали Данциг у Вільному місті Данциг; Мемель у Клайпедському краї; Лієпаю та Ригу в Латвії, столицю Естонії Таллінн, Гельсінкі, Фінляндія; Стокгольм, Швеція; Копенгаген, Данія; Гетеборг, Швеція; і Крістіанія, Норвегія, перед тим, як 15 жовтня 1921 року повернутися через Північне море і закінчити похід у порту Едгар, Шотландія.
Протягом 1920-30-х рр. «Ванквішер» входив до Атлантичного та Середземноморського флотів, а в 1938 році його включили до 1-ї протичовнової флотилії в Портленді, Англія.

### 1939
На початок Другої світової війни есмінець «Ванквішер» перебував у складі сил 11-ї флотилії есмінців, яка почала виконувати завдання з ескорту конвоїв та проведення протичовнових дій з настанням періоду бойових дій. 9 вересня корабель разом з есмінцями «Вінчелсі» і «Волкер» вийшли у перший похід на супроводження конвою OB 2. 11 числа з лідером есмінців «Маккей» ескортували конвой OB 3.

### 1941
29 червня есмінець виходив на ескорт конвою WS 9B.